# Gonomyia (Leiponeura) pervilis
Gonomyia (Leiponeura) pervilis is een tweevleugelige uit de familie steltmuggen (Limoniidae). De soort komt voor in het Oriëntaals gebied.